# Hyosciurus
Hyosciurus là một chi động vật có vú trong họ Sóc, bộ Gặm nhấm. Chi này được Archbold and Tate miêu tả năm 1935. Loài điển hình của chi này là Hyosciurus heinrichi Tate and Archbold, 1935.

## Các loài
Chi này gồm các loài:
- Hyosciurus heinrichi Archbold & Tate 1935
- Hyosciurus ileile Archbold & Tate 1936